# Église articulaire en bois de Kežmarok
L'église articulaire en bois de Kežmarok ou Église de la Sainte-Trinité est une église luthérienne située dans la ville de Kežmarok en Slovaquie.

## Histoire
L'église fut construite en bois dans la périphérie de la ville de Kežmarok. De l'église originale, on n'a conservé que les fonts baptismaux de 1690 et une épitaphe de 1688. La dernière rénovation fut entreprise entre 1991 et 1996.
Le 7 juillet 2008, l'église fut inscrite avec sept autres monuments du même type au patrimoine mondial de l'UNESCO sous la dénomination d'Églises en bois de la partie slovaque de la zone des Carpates.